# Jakob Fromer
Jakob Elias Fromer, ps. „Elias Jacob” (hebr. פרומר יעקב דוד, ur. 2 listopada 1865 w Bałutach, zm. w marcu 1938 w Bratysławie) – tłumacz i badacz Talmudu, krytyk judaizmu, pochodzenia żydowskiego.

## Życiorys
Był synem Fischla Fromera. W młodości uczył się w chederze swojego ojca oraz studiował Talmud. Następnie pracował w fabryce tekstylnej w Łodzi. W latach 1893–1895 studiował języki semickie na Królewskim Uniwersytecie Wrocławskim, gdzie w 1897 obronił także doktorat. Następnie pracował w Austrii jako prywatny nauczyciel, a później mieszkał w Charlottenburgu. Od 1900 był pierwszym bibliotekarzem biblioteki Gminy Żydowskiej w Berlinie. 18 czerwca 1904 opublikował w czasopiśmie Die Zukunft Maximiliana Hardena, esej nt. istoty judaizmu. Publikacje wywołała skandal i doprowadziła do natychmiastowego zwolnienia Fromera z pracy w bibliotece. Fromer domagał się w swoich poglądach całkowitej asymilacji niemieckich Żydów. Uważał, że powinni się uwolnić od wszelkich tradycji kultowych i religijnych, zastępując je bezwyznaniową, panteistyczną formą religijności. Następnie pracował jako niezależny publicysta oraz tłumacz. Współpracwał z Die Zukunft, Vossische Zeitung, Grazer Tagblat, Hamburger Israelitische Tagblatt. Do jego najważniejszych prac należy tłumaczenie na język niemiecki i redakcja Talmudu. Dzięki swojej aktualności i poprawności, jego publikacje doczekały się wznowień w XX i XXI wieku.
Podczas emigracji uzyskał obywatelstwo pruskie. W latach 30. XX w. był prześladowany przez nazistów.

## Publikacje
- Das Wesen des Judentums, Berlin, Lipsk, Paryż: Hupeden & Merzyn 1905.
- Vom Ghetto zur modernen Kultur. Eine Lebensgeschichte, Berlin, 1906.
- Der Organismus des Judentums, 1909.
- Der Talmud, Geschichte, Wesen und Zukunft, 1919.
- Lebensgeschichte / Salomon Maimon, Monachium: Georg Mueller, 1911.
- Der Talmud, Berlin: P. Cassirer, 1920.
- Legenden aus dem Talmud, Berlin: Brandus’sche Verlh., 1922.
- Die messianische Weltordnung, Poczdam: E. Stein, 1925.
- Der babylonische Talmud, wyd. 1. Aufl, Wiesbaden: Fourier, 1984, ISBN 978-3-921695-88-3.
- Der babylonische Talmud, Frechen: Komet-Verl, 2000, ISBN 978-3-933366-66-5.
- Der babylonische Talmud, Kolonia: Komet, 2007, ISBN 978-3-89836-640-3.
- Fromer J., Schnitzer M., Salomo der Märchenkönig: Legenden aus dem Talmud, Kolonia: Anaconda, 2012, ISBN 978-3-86647-843-5.
- Der Talmud, Paderborn: Salzwasser Verlag, 2013.
- Der babylonische Talmud, Kolonia: Anaconda, 2013, ISBN 978-3-86647-918-0.
- Der Talmud, Vachendorf: Charismabuch 2017, ISBN 978-3-96217-450-7.
- Der babylonische Talmud, Wiesbaden: MarixverlM 2013, ISBN 978-3-86539-318-0.
- Der Talmud, Hamburg: Nikol Verlag, 2020, ISBN 978-3-86820-578-7.
- Der babylonische Talmud, Koblencja: Ed. Enfer, 2012, ISBN 978-3-941960-11-4.